# Scilly
Scilly [sili] nebo ostrovy Scilly (anglicky Isles of Scilly, kornsky Enesek Syllan), též slavnostně Scillonia nebo neformálně Scillies, jsou drobné kornské souostroví, tvořící nejjižnější část Britských ostrovů. Leží v Keltském moři v Atlantském oceánu, asi 45 km jihozápadně od mysu Land's End v anglickém ceremoniálním hrabství Cornwall, k němuž historicky náleží. Souostroví má celkovou rozlohu souše 16,37 km² a v roce 2017 na něm žilo přibližně 2300 obyvatel. Jedná se o pozůstatky dříve mnohem většího, jednotného ostrova, což je doloženo nejen geologicky, ale i v místních legendách.

Administrativně jsou Scilly součástí Anglie a potažmo Spojeného království, v jehož rámci tvoří zcela specifickou jednotku (v podstatě unitary authority), spravovanou Radou ostrovů Scilly (Council of the Isles of Scilly). Jakožto součást hrabství Cornwall je souostroví formálně majetkem knížete waleského (tedy od září 2022 prince Williama), vyjma půdy pod hlavním městem Hugh Townem, která byla po druhé světové válce odprodána jeho obyvatelům.

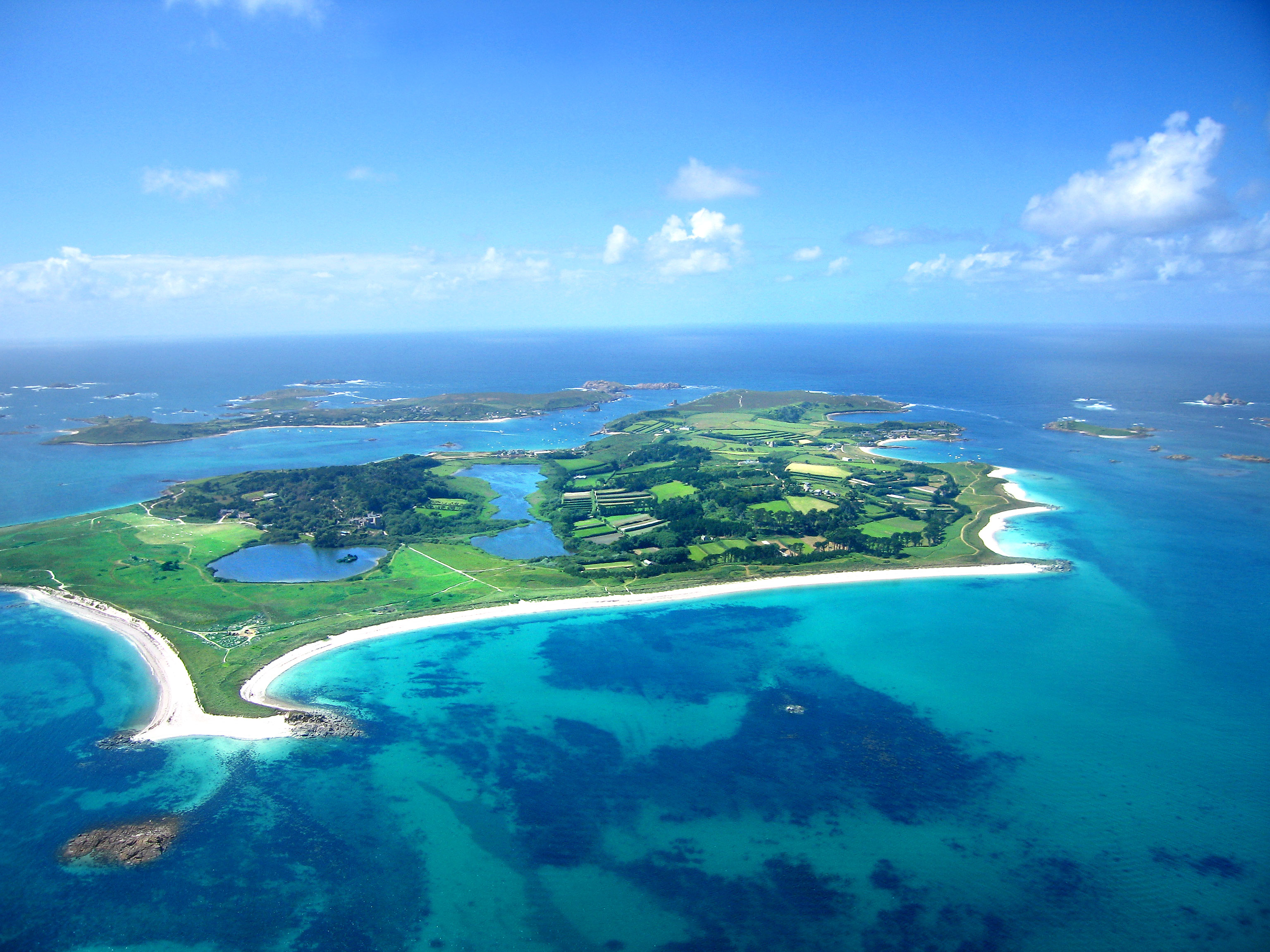
Ostrov Tresco

Vzhledem ke své poloze jsou ostrovy místem zastávek tažných ptáků na jejich cestě z Arktidy do Afriky. Díky teplému Golfskému proudu mají ostrovy oceánské, téměř subtropické podnebí, od kterého se liší především velmi mírnými léty. Místní průměrná teplota vzduchu je nejvyšší z celých Britských ostrovů (+11,6 °C), jen zcela výjimečně zde mrzne. Mimořádné jsou také další tři klimatické údaje – ostrovy jsou velmi větrné, na britské poměry velmi slunečné (1805 hodin ročně, tj. více než jižní Morava), a rozptyl teplot vzduchu na souostroví patří mezi nejnižší v celé Evropě – mezi teplotními minimy v zimě a maximy v létě bývá rozdíl nejvýše 20 stupňů, a rozdíl mezi nejvyšší a nejnižší teplotou, které zde kdy byly naměřeny (+27,8 °C a −7,2 °C), činí jen 35 stupňů.

## Geografie
Scilly se skládají z pěti větších obydlených ostrovů a dalších zhruba 130 ostrůvků a skalisek. Největší ostrov je Ennor (St Mary's), který měří přes šest čtverečních kilometrů a na němž se nachází hlavní (a jediné) město souostroví Hugh Town. Další obydlené ostrůvky jsou Enys Skaw (Tresco), Brechiek (St Martin's), Aganas (St Agnes) a Bryher. Ostrovy jsou budovány permskou žulou. Jsou nevysoké; nejvyšší polohy se nacházejí 20 až 50 metrů nad mořem. Ačkoliv mají vcelku nepatrnou rozlohu, díky své rozdrobenosti a členitosti se mohou pyšnit desítkami kilometrů pobřeží. Některé úseky scillonského pobřeží jsou skalnaté, chráněné zátoky mají naopak písčité pláže excelentní kvality. Ostrovy jsou nechvalně známé (podobně jako západobretonský ostrov Ouessant) jako pohřebiště lodí, neboť množství podmořských útesů společně se silnými větry a mořskými proudy se ukázalo v dějinách jako velmi nebezpečná kombinace. Ostrov Enys Skaw (Tresco) je proslavený svou subtropickou zahradou s tisíci exotických květin a stromů z 80 zemí světa – i uprostřed zimy zde kvete nejméně 300 druhů rostlin.

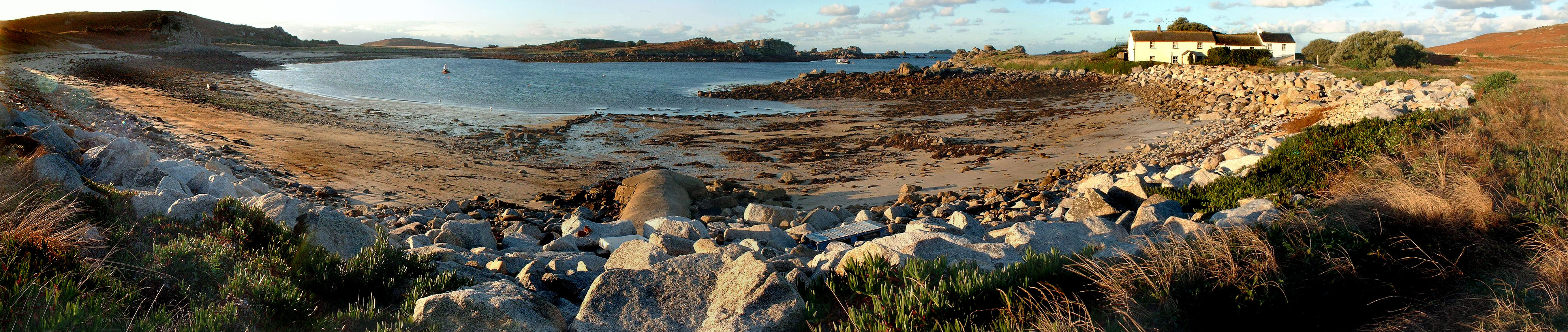
Pobřeží ostrova Bryher

## Historie

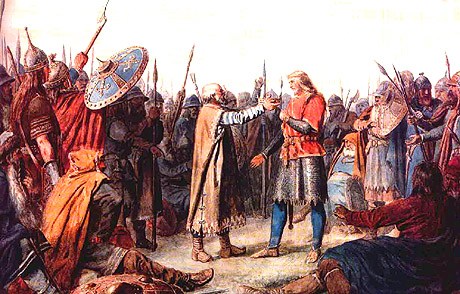
Olaf Tryggvason, který ostrovy navštívil roku 986.

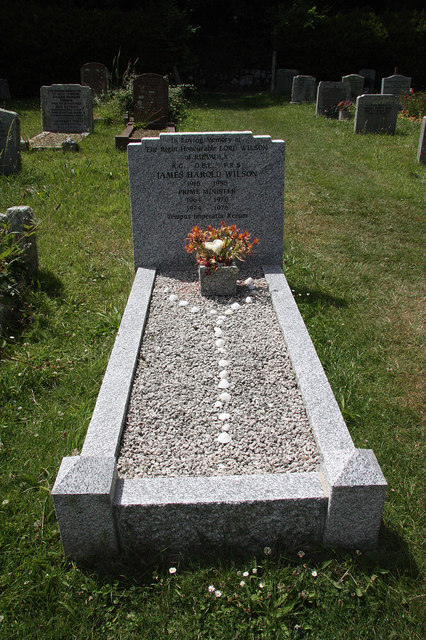
Hrob premiéra Harolda Wilsona na ostrově St Mary's

Pojmenování ostrovů patrně pochází od keltské sluneční bohyně Sulis. Římané je nazývali v jednotném čísle Insula Scillonia – vědci se domnívají, že tehdy ještě byl v oblasti jeden hlavní ostrov, který byl pak z většiny zatopen při oteplení na počátku středověku. Féničané je nazývali Cínové ostrovy. 
V minulosti byly Scilly útočištěm pirátů, pašeráků a také poustevnických mnichů; málo osídlené, pomalu zaplavované mořem a vystavené silným větrům byly okrajovou součástí většího Kornského království, později hrabství. Opatství bylo na ostrovech založeno již v polovině 10. století. Kornský guvernér zde byl správcem mezi léty 1539–1920. Kornština jako jazyk denní komunikace vymizela v průběhu 17. století. V těchto dobách bylo souostroví také často navštěvováno berberskými piráty z alžírského pobřeží.
Souostroví se pro svou zrádnost a množství roztroušených útesů stalo dějištěm mnoha ztroskotání. K nejtragičtějšímu došlo na počátku 18. století: Při námořní katastrofě na jihozápadních scillských útesech v říjnu 1707 zahynulo 1400 až 2000 britských námořníků včetně admirála Shovella. 
Roku 1834 si ostrovy pronajal anglický politik Augustus John Smith (1804–72), který zde působil jako guvernér až do své smrti a provedl rázné reformy, kterými zmodernizoval zdejší zaostalý způsob života a zefektivnil hospodaření. Mimo jiné zakládal větrolamy na ochranu zemědělské půdy a na pěti hlavních ostrovech nechal vybudovat školy, čímž sem přinesl povinnou školní docházku o desítky let dříve, než se stala standardem v samotné Anglii. Jeho potomci (rodina Dorrien-Smith) byli guvernéry do roku 1920 a dodnes mají v držení ostrov Tresco.
Roku 1967 na útesech Seven Stones východně od souostroví ztroskotal supertanker Torrey Canyon; byla to první podobná katastrofa v dějinách. Ropná skvrna však tehdy díky západnímu proudění Scilly prakticky nepostihla (zasáhla zejména vlastní Cornwall a Bretaň).
Ostrovy si jako prázdninovou destinaci oblíbil britský premiér Harold Wilson. Roku 1973 se tady ocitl v ohrožení života, když spadl ze člunu do moře a dlouho se nemohl dostat ze studené vody. Na své přání zde byl roku 1995 i pohřben, na hřbitově na St Mary's.

## Ekonomika
Dvě třetiny obyvatel jsou zaměstnány v cestovním ruchu. Ostrovy jsou oblíbeným místem rekreace pro svůj klid a příjemné klima. Nadto jsou téměř bez automobilů, když vzdálenosti na ostrovech jsou rychle dosažitelné pěšky či na kole a doprava mezi ostrovy probíhá loděmi. Místní turistický průmysl je zaměřen na bohatší klientelu a vynikající úroveň služeb. Obliba těmito ostrovů turisty má však též velmi negativní důsledek – velký tlak na cenu ostrovních nemovitostí, která je pro místní obyvatelstvo zcela neúměrně vysoká a vyhání pryč značnou část mladé generace. 
Dalšími, tradičnějšími formami obživy místních obyvatel jsou rybolov a zemědělství, především pak pěstování jarních květin: v zimě pěstovaných, řezaných narcisů a trávniček (Armeria maritima). Ostrovy také přitahují ornitology a botaniky: díky unikátnímu oceánskému klimatu zde najdeme vřesoviště i palmy několik metrů od sebe.

## Dostupnost
Do přístavu Hugh Town vede trajektová linka z Penzance. Na ostrově Ennor (St Mary's) je letiště pro menší letadla.

## Vlajka
Neoficiální vlajka ostrovů Scilly byla přijata roku 2002. Bílý kříž upomíná na příslušnost ke Cornwallu, oranžová barva symbolizuje sluneční svit a modrá moře. Pět hvězd v pravé horní čtvrtině zastupuje pětici hlavních ostrovů.

## Sport
Oblíbenými sporty na souostroví jsou veslování a potápění. Scilly mají vlastní fotbalovou ligu, v níž hrají pouze dvě mužstva, Woolpack Wanderers a Garrison Gunners, takže jde o nejmenší soutěž na světě.